# Kristina Schuldt
Kristina Schuldt (* 1982 in Moskau) ist eine deutsche Malerin.

## Leben und Wirken
Kristina Schuldt wurde als Tochter einer Russin und eines Deutschen geboren. Im Alter von drei Jahren kam sie nach Deutschland und wuchs in Neubrandenburg auf. Schuldt studierte von 2002 bis 2004 an der Hochschule für Grafik und Buchkunst Leipzig. Von 2004 bis 2008 besuchte sie dort die Fachklasse für Malerei und Grafik von Annette Schröter und Sighard Gille. Anschließend war sie bis ins Jahr 2009 in der Fachklasse für Malerei und Grafik von Neo Rauch, wo sie 2009 ihr Diplom ablegte. Von 2010 bis 2012 war sie Rauchs Meisterschülerin.
Schuldt lebt und arbeitet in Leipzig und wird mit der Galerie EIGEN + ART international von Gerd Harry Lybke vertreten.

## Ausstellungen (Auswahl)

### Einzelausstellungen
- 2010: Kopfherz, Galerie Leipziger Hof, Leipzig
- 2011: Roche Zehn, Galerie Potemka, Leipzig
- 2011: The minute to last, Kunstclub Hamburg, Hamburg
- 2014: Take Five, Galerie EIGEN + ART Leipzig/Berlin, Berlin
- 2016: Melting days, Museum für junge Kunst, Frankfurt (Oder)
- 2017: Klemme, Leipziger Messe, Leipzig
- 2020: Sans Souci, Galerie EIGEN + ART Berlin

### Gruppenausstellungen
- 2018: MdbK meets G2, Museum der bildenden Künste Leipzig[3]
- 2018: I Will Be Your Mirror , Erika Deák Gallery, Budapest[4]
- 2019: Die Schönheit kann ebenso gut aus der Hölle stammen wie aus dem Himmel, Städtische Galerie im Alten Feuerhaus, Bad Reichenhall
- 2019: Meisterstück!, Hauptwerke aus der Sammlung der Sparkasse Leipzig, Zitadelle Spandau, Berlin
- 2019: Check Your Head, C.Rockefeller - Center for the Contemporary Arts, Dresden
- 2019: Link in Bio. Kunst nach den sozialen Medien, Museum der bildenden Künste, Leipzig
- 2020: Jetzt! Junge Malerei in Deutschland, Deichtorhallen Hamburg, Kunstmuseum Bonn; Museum Wiesbaden und Kunstsammlungen Chemnitz